# 荩草
荩草（学名：Arthraxon hispidus），为禾本科荩草属下的一个植物变种。

## 延伸阅读
[在维基数据编辑]
 《植物名實圖考·藎草》，出自吳其濬《植物名實圖考》